# MTV Millennial Awards 2016
A cerimônia MTV Millennial Awards de 2016 foi realizada em 12 de junho de 2016 no Pepsi Center, na Cidade do México. Sob organização e transmissão da MTV Latinoamérica. A sua apresentação esteve a cargo de Maluma e Yosstop.

## Performances
| Artista                    | Canção                                    |
| -------------------------- | ----------------------------------------- |
| DNCE                       | "Cake by the Ocean"                       |
| Maluma                     | "El perdedor"                             |
| J Balvin                   | "Ginza" "Bobo"                            |
| Mon Laferte                | "Tu Falta de Querer" "Si Tú Me Quisieras" |
| Jesse & Joy                | "Dueles" "Helpless" "No Soy Una de Esas"  |
| CNCO                       |                                           |
| Mario Bautista Elijah King | Sin Tu Amor                               |

## Indicações
Os vencedores estão em negrito.

### Ícone digital do ano
- Yuya
- Fernanfloo
- Mario Baustista
- JuanPa Zurita
- Rubius OMG
- Sebastián Villalobos
- Werevertumorro

### Vício do ano
- Snapchat
- Periscope
- Tinder
- Instagram
- MSQRD

### Viral do ano
- Yorsh de Polanco
- Condom Challenge (Desafio da camisinha)
- Negão do Whatsapp
- Leo Dicaprio e o Oscar
- Oda al Pollo Frito
- Kanye West para Presidente

### Momento ridículo do ano
- Steve Harvey e Miss Universo
- O absorvente de Paty Navidad
- Justin Bieber e as Ruínas Mayas
- A calça rasgada de Lenny Kravitz
- Ariana Grande lambe donuts
- Donald Trump e o muro

### Deus do Snapchat no México
- Danna Paola
- Lesslie Polinesia
- JuanPa Zurita
- Rix
- Roger Gonzalez
- Yosstop

### Deus do Snapchat na Colômbia
- Maluma
- Andrea Tovar
- J Balvin
- Greeicy Rendon
- Juana Martínez
- Mario Ruiz

### Deus do Snapchat na Argentina
- Lucas Castel
- Julián Serrano
- Daiana Hernández
- Angela Torres
- Oriana Sabatini
- Gonzalo Goette

### Melhor Instagram do mundo
- Diplo
- Niall Horan
- Ariana Grande
- Nick Jonas
- Justin Bieber
- Calvin Harris

### Master Gamer
- MYM Alk4pon3
- Fernanfloo
- Vegeta777
- Juega Germán

### Styler do ano
- PP Mussas
- Mariana Bonilla
- Pautips
- Miku

### Desafio das celebridades
- Desafio do Leite Colorido / Juanpa Z, Juca Rix
- Desafio da melancia / Polinesios
- Desafio do beijo / Rix ft. Karime AcaShore
- Desafio da camisinha / J Balvin
- Desafio dos 7 segundos / Mario Ruiz ft Juanpa
- Alitas con Habanero / Yuya e Fichis

### Melhor atuação em um app
- Juan Pablo Jaramillo
- Juanpa Zurita
- Maluma
- Nicky Jam
- Lali Espósito
- Renata Notni

### Match perfeito
- Alan Navarro (CD9)
- Maluma
- Pepe Problemas
- Lucas Castel
- Danilo Carrera
- Alexxx Strecci

### #InstaCrush
- Renata Notni
- Melanie Pavola
- Lali Esposito
- Caeli
- Anllela Sagra
- Mane Acashore
- Marcela AMQ

### Filme do ano
- Star Wars: O Despertar da Força
- Cidades de Papel
- Vingadores: Era de Ultron
- Straight Outta Compton: A História do N.W.A.
- Deadpool
- Batman vs Superman

### Série do ano
- Game of Thrones
- Demolidor
- Club de Cuervos
- Gotham

### Melhor artista do México
- León Larregui
- Paty Cantú
- Jesse & Joy
- Natalia Lafourcade

### Melhor artista da Colômbia
- J Balvin
- Maluma
- Chocquibtown
- Monsieur Periné

### Melhor artista da Argentina
- Lali Espósito
- Maxi Trusso
- Airbag
- Los Calígaris

### Vídeo latino do ano
- León Larregui – “Locos”
- Mon Laferte – “Tu Falta de Querer”
- Illya Kuryaki and the Valderramas – “Gallo Negro”
- Hello Seahorse! – “Entretanto”

### Hit do ano
- Maluma – “Borro Cassette”
- J Balvin – “Ginza”
- Nicky Jam – “Hasta el Amanecer”
- León Larregui – “Locos”
- Paty Cantú – “Valiente”
- Ha*Ash – “Perdón, perdón”
- Jesse & Joy – “Ecos de amor”
- Natalia Lafourcade – “Hasta la Raíz”

### Hit internacional do ano
- Major Lazer – “Lean On”
- Justin Bieber – “Sorry”
- Zayn – “Pillow Talk”
- The Weeknd – “I Can't Feel My Face”
- Adele – “Hello”
- Drake – “Hotline Bling”
- Twenty One Pilots – “Stressed Out”
- Rihanna – “Work”

### Guru do Beat
- Calvin Harris
- Diplo
- Martin Garrix
- Avicii
- Zedd
- David Guetta
- Skrillex
- Afrojack

### Artista buzz
- Mon Laferte
- Manuel Medrano
- Technicolor Fabrics
- Tom & Collins

### Colaboração do ano
- Enrique Bunbury ft. León Larregui – “Chispa Adecuada”
- Nickiy Jam ft. Enrique Iglesias – “El perdón”
- Caloncho ft. Mon Laferte – “Palmar”
- David Guetta ft. Sia & Fetty Wap – “Bang My Head”
- Fall Out Boy ft. Demi Lovato – “Irrestistible”
- Jack Ü ft. Justin Bieber – “Where Are You Now”

### Explosão pop do ano
- CD9
- Lali Espósito
- Mario Bautista
- Nicky Jam
- Yuya

## Ligações Externas
- «Sítio oficial» (em espanhol)